# كلاوديو سيلفا دا فونسيكا
كلاوديو سيلفا دا فونسيكا هو لاعب كرة قدم برازيلي في مركز الوسط، ولد في 3 نوفمبر 1979 في ريو دي جانيرو في البرازيل. لعب مع نادي فاسكو دا غاما.